# Rosa 'Comtesse de Cassagne'
'Comtesse de Cassagne' (el nombre del obtentor registrado de 'Comtesse de Cassagne'® ), es un cultivar de rosa que fue conseguido en Francia en 1919 por el rosalista francés Pierre Guillot.

## Descripción
'Comtesse de Cassagne' es una rosa moderna de jardín cultivar del grupo Híbrido de té.
Las formas arbustivas del cultivar tienen porte erguido y alcanza 150 cm de alto con 90 cm de ancho. Las hojas son de color verde claro y semibrillante.
Sus delicadas flores de color rosa ligero con amarillo suave. Fragancia fuerte. Rosa de diámetro grande de 4.5". La flor muy doble de 26 a 30 pétalos, generalmente en pequeños racimos. Floración en forma globular. 
Florece en oleadas a lo largo de la temporada. Primavera o verano son las épocas de máxima floración, si se le hacen podas más tarde tiene después floraciones dispersas.

## Origen
El cultivar fue desarrollado en Francia por el prolífico rosalista francés Pierre Guillot en 1919. 'Comtesse de Cassagne' es una rosa híbrida diploide con ascendentes parentales desconocidos.
El obtentor fue registrado bajo el nombre cultivar de 'Comtesse de Cassagne'® por Pierre Guillot en 1919 y se le dio el nombre comercial de exhibición 'Comtesse de Cassagne'™.
- La rosa fue conseguida por Pierre Guillot en Francia antes de 1919 e introducida en Francia por « Guillot/Roseraies Pierre Guillot » en 1919 como 'Comtesse de Cassagne'.[1]

Emitida por Marie-Louise Guillot (nacida Compagnon) tras la muerte de Pierre Guillot.

## Cultivo
Aunque las plantas están generalmente libres de enfermedades, es posible que sufran de punto negro en climas más húmedos o en situaciones donde la circulación de aire es limitada.
Las plantas toleran la sombra, a pesar de que se desarrollan mejor a pleno sol. En América del Norte son capaces de ser cultivadas en USDA Hardiness Zones 6b a 9b. La resistencia y la popularidad de la variedad han visto generalizado su uso en cultivos en todo el mundo.
Puede ser utilizado para las flores cortadas, jardín o columnas. Vigorosa. En la poda de Primavera es conveniente retirar las cañas viejas y madera muerta o enferma y recortar cañas que se cruzan. En climas más cálidos, recortar las cañas que quedan en alrededor de un tercio. En las zonas más frías, probablemente hay que podar un poco más que eso. Requiere protección contra la congelación de las heladas invernales.